# Старозбаразька фортеця

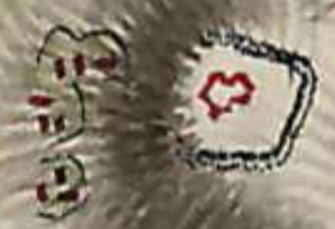
Старозбаразька фортеця на мапі Фрідріха фон Міґа, XVIII ст.

Старозба́разька форте́ця — оборонна споруда, пам'ятка архітектури національного значення. Діяла у XIII–XVI століттях як перший замок м. Збаража; руїни — на Замковій (або Княжій) горі поблизу села Старий Збараж. Пам'ятка архітектури національного значення.

## Коротка історія
Доступ до твердині з боку долини річки Гнізна утруднюють урвисті схили, зі східного боку — глибокий перек.
1-й кам'яний замок споруджено 1393 року князем Дмитро Корибут, внуком литовського князя Ольгерда, на місці дерев'яної фортеці.
1474 його спалили татари, у полум'ї загинули захисники замку і збаразький князь Василь Васильович Несвіцький. Згодом відбудований, витримав татарські напади 1558, 1567, 1572, 1588, 1590, 1594. Після того, як його зруйнували татари — 1598 (чи 1589, замок обороняв загін князя Івана Збаразького), не відновлювали. У 1920-х роках залишалися рештки стін, частина в'їзної брами.
Новий замок збудований на території сучасного Збаража.
Після Другої світової війни залишилася частина стіни довжиною 30 м, висотою близько 20 м, так звана «Конарова стіна», яку розібрали на будівництво дороги та ферми. Нині на поверхні видно лише частини фундаменту, сліди оборонних валів. Детального опису первісного вигляду фортеці нема, збереглася давня гравюра, на якій зображено 6 кількаповерхових веж.